# Гейзел-Грін (містечко, Вісконсин)
Гейзел-Грін (англ. Hazel Green) — місто (англ. town) в США, в окрузі Грант штату Вісконсин. Населення — 1084 особи (2020).

## Демографія
Згідно з переписом 2010 року, у місті мешкали 1132 особи в 341 домогосподарстві у складі 244 родин. Було 350 помешкань
Расовий склад населення:
| - 97,9 % — білих - 0,5 % — чорних або афроамериканців - 0,1 % — азіатів - 1,4 % — осіб інших рас |

До двох чи більше рас належало 0,1 %. Частка іспаномовних становила 1,8 % від усіх жителів.
За віковим діапазоном населення розподілялося таким чином: 21,0 % — особи молодші 18 років, 46,0 % — особи у віці 18—64 років, 33,0 % — особи у віці 65 років та старші. Медіана віку мешканця становила 49,1 року. На 100 осіб жіночої статі у місті припадало 71,3 чоловіків;  на 100 жінок у віці від 18 років та старших — 62,0 чоловіків також старших 18 років.
Середній дохід на одне домашнє господарство  становив 73 951 долар США (медіана — 64 609), а середній дохід на одну сім'ю — 81 901 долар (медіана — 71 250). Медіана доходів становила 44 167 доларів для чоловіків та 33 667 доларів для жінок. За межею бідності перебувало 16,0 % осіб, у тому числі 5,3 % дітей у віці до 18 років та 41,5 % осіб у віці 65 років та старших.
Цивільне працевлаштоване населення становило 554 особи. Основні галузі зайнятості: сільське господарство, лісництво, риболовля — 28,9 %, освіта, охорона здоров'я та соціальна допомога — 17,1 %, виробництво — 14,4 %.